# الدغشة السفلى (الحيمة الخارجية)

تعديل مصدري - تعديل

الدغشة السفلى هي إحدى قرى عزلة بني سليمان بمديرية الحيمة الخارجية التابعة لمحافظة صنعاء، بلغ تعداد سكانها 141 نسمة حسب تعداد اليمن لعام 2004.